# Desperado
Desperado és una pel·lícula estatunidenca dirigida per Robert Rodriguez i estrenada l'any 1995. Aquest film és el segon de la trilogia El mariachi de Robert Rodriguez, el primer va ser El mariachi i el tercer El mexicà. Ha estat doblada al català.

## Argument
A Mèxic, El mariachi és un guitarrista i cantant de talent fins al dia que la seva estimada és assassinada per Bucho, un traficant de droga. Decidit a venjar-se, marxa amb un estoig de guitarra ple d'armes de foc per trobar-lo, deixant darrere seu els cadàvers dels que volen barrar-li el pas.
Buscant Bucho, té lloc un tiroteig en un bar. Ferit, és cuidat per Carolina, la mestressa d'un cafè-llibreria amb qui comença una relació. Descobreix que Bucho és el seu germà, i es venja matant-lo. Marxa de la ciutat amb Carolina.

## Repartiment
- Antonio Banderas: El Mariachi
- Salma Hayek: Carolina
- Joaquim de Almeida: Bucho
- Danny Trejo: Navajas
- Cheech Marí: el barman
- Steve Buscemi: Buscemi
- Carlos Gómez: el braç dret
- Quentin Tarantino: un client del bar
- Carlos Gallardo: Campa
- Albert Michel Jr.: Quino
- Angel Aviles: Zamira
- Peter Marquardt: Moco (no surt als crèdits)
- Enrique Iglesias: 1 dels 3 assassins a sou a la cerca de El Mariachi (no surt als crèdits)
- Tito Larriva: (no surt als crèdits)

## Producció

### Gènesi del projecte
Després de l'èxit del seu primer film El mariachi, a Robert Robriguez li confien un pressupost de 7 milions de dòlars, quan només en tenia 7000 pel primer. Desperado és la continuació de El mariachi, la història té lloc després dels esdeveniments del primer film.
El guió era en principi titulat El Pistolero, per recordar millor El Mariachi. Però l'estudi va demanar un altre títol.

### Repartiment dels papers
Antonio Banderas torna a fer el paper del Mariachi, 2 anys després de Carlos Gallardo, que és tanmateix productor del film. Embenaràs canta ell mateix les cançons del films, sobretot als crèdits Cancion Del Mariachi, i toca la guitarra.
Jennifer Lopez va passar una audició pel paper de Carolina, però Salma Hayek va ser l'escollida. Alguns actors de El Mariachi són presents en aquest film, com Carlos Gallardo. Alguns tornen a fer el mateix paper.
El director Quentin Tarantino, amic de Rodriguez, fa una aparició, a l'escena del bar, on fa un llarg acudit en monòleg. Col·laboraran després diverses vegades en els seus films respectius.
Raúl Juliá havia d'interpretar Bucho, el dolent. Però l'actor va morir el 24 d'octubre de 1994, poc de temps abans del començament del rodatge. És llavors reemplaçat per Joaquim de Almeida. Steve Buscemi interpreta el paper d'un personatge anomenat Buscemi perquè des de l'escriptura del guió, Robert Rodriguez tenia l'actor en el cap.
Nombrosos actors d'aquest film, com Antonio Banderas, Salma Hayek o Cheech Marí, comencen aquí una llarga col·laboració de diversos films amb Robert Rodriguez.

### Rodatge
Com El Mariachi, el film ha estat rodat a Mèxic, a la ciutat de Ciudad Acuña a l'Estat de Coahuila.

## Banda original
La banda original és interpretada principalment pels grups xicanos Los Lobos i Tito & Tarantula. L'àlbum conté igualment títols d'artistes de renom com Dire Straits o Carlos Santana.

### Llista títols
1. "Morena de Mi Corazón" (Los Lobos & Antonio Banderas) 2:06
2. "Sis Blade Knife" (Dire Straits) 4:34
3. "Jack the Ripper" (Link Wray) 2:31
4. "Manifold d'Amour" (Latin Playboys) 2:03
5. "Forever Night Shade Mary" (Latin Playboys) 3:00
6. "Pass the Hatchet" (Roger & The Gypsies) 3:00
7. "Bar Fight" (Los Lobos) 1:54
8. "Strange Cara of Love" (Tito & Tarantula) 5:51
9. "Bucho's Gracias/Navajas Attacks" (Los Lobos) 3:56
10. "Bulletproof" (Los Lobos) 1:42
11. "Bella" (Carlos Santana) 4:29
12. "Quedate Aquí" (Salma Hayek) 2:05
13. "Rooftop Action" (Los Lobos) 1:36
14. "Phone Call" (Los Lobos) 2:16
15. "White Tren (Showdown)" (Tito & Tarantula) 5:57
16. "Back to the House That Love Built" (Tito & Tarantula) 4:41
17. "Let Love Reign" (Los Lobos) 3:22
18. "Mariachi Suite" (Los Lobos) 4:22

## Crítica
- "Megamascle Banderas reparteix cops d'espasa mentre cantusseja. Va llançar al estrellat a Hayek (cosa d'agrair). Es deixa veure"[5]
- "Meitat seqüela, meitat remake d' "El Mariachi", amb més pressupost"[6]

## SagaEl Mariachi
- 1993: El mariachi
- 1995: Desperado
- 2003: El mexicà (Once Upon a Time in Mexico)